# John Carlos
Pour les articles homonymes, voir Carlos.
John Wesley Carlos (né le 5 juin 1945 à New York) est un athlète américain qui remporta la médaille de bronze sur le 200 m lors des Jeux olympiques d'été de 1968. Il est resté célèbre pour avoir protesté avec son compatriote Tommie Smith et l'australien Peter Norman contre les discriminations dont étaient victimes les Noirs aux États-Unis sur le podium du 200 m des Jeux olympiques d'été de 1968 à Mexico. Le 30 septembre 2016, soit plusieurs décennies après avoir été ignorés, voire méprisés, Smith et Carlos sont reçus à la Maison-Blanche par le président Obama.

## Biographie

### Jeunesse
Né à Harlem (New York), John Carlos est un athlète et un étudiant doué. En raison de ses qualités athlétiques, il reçoit une bourse pour l'East Texas State University. Grâce à lui, ETSU gagne son premier championnat de la Lone Star Conference. Après sa première année, Carlos part étudier à San Jose State College où il est entraîné par l'entraîneur Llyod (Bud) Winter, futur membre du Temple de la renommée de l'athlétisme des États-Unis.
En 1967, John Carlos participe à la fondation du Olympic Project for Human Rights (OPHR), créé à l'origine pour organiser un boycott des Jeux olympiques de 1968 à Mexico. Sur le plan sportif, il remporte le titre du 200 m des Jeux panaméricains de Winnipeg dans le temps de 20 s 5..
Lors des sélections américaines pour les Jeux olympiques, Carlos remporte le 200 m à la surprise générale en battant le détenteur du record du monde Tommie Smith. Il court en 19 s 92 et améliore le record du monde de trois dixièmes de seconde. Cependant, le record ne fut jamais homologué car Carlos courait avec des chaussures à pointes qui ne sont pas acceptées à l'époque. La course permet cependant son émergence en tant que sprinter de classe mondiale.

### Jeux olympiques d'été de 1968 à Mexico

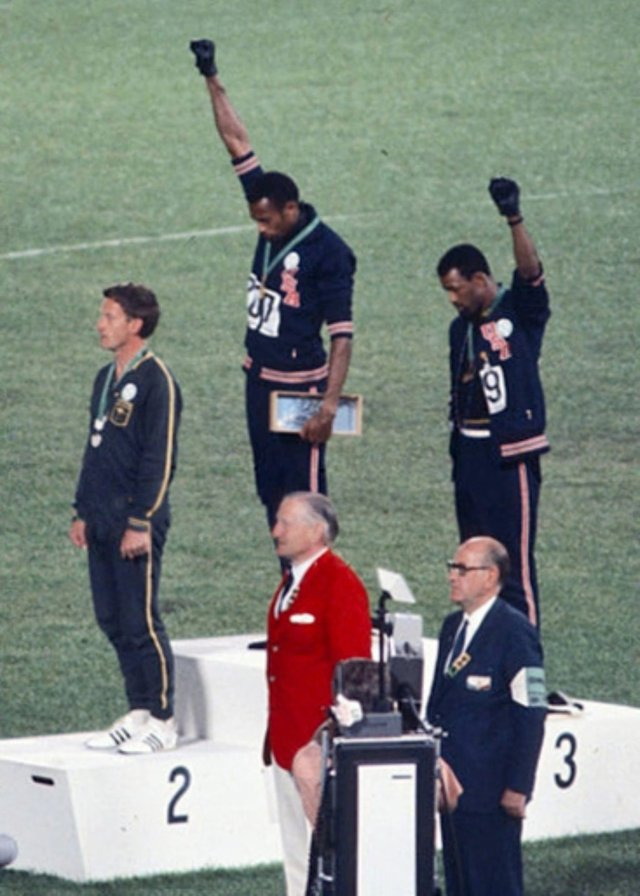
Podium du 200 m des Jeux olympiques de 1968 : poings levés, les Américains Tommie Smith et John Carlos et l'Australien Peter Norman.

À la suite de sa troisième place derrière son compatriote Tommie Smith et l'australien Peter Norman lors du 200 mètres des Jeux olympiques de Mexico, Carlos et Smith deviennent célèbres en tendant leur poings gantés de noir afin de symboliser l'unité du peuple noir à la cérémonie de remise des médailles le 17 octobre 1968. Les deux athlètes montent sur le podium en chaussettes noires sans chaussures afin de dénoncer le racisme envers les Noirs aux États-Unis. Tommie Smith porte un foulard au cou et John Carlos un collier en référence aux lynchages des Noirs dont ceux du Sud ont été très longtemps victimes. En signe de soutien, Peter Norman, un athlète blanc, porte un badge de l’OPHR. Les trois athlètes sont hués par les spectateurs.
Le président du CIO, Avery Brundage, déclare qu'une protestation concernant la politique intérieure d'un pays n'a pas sa place au sein d'un évènement apolitique tel que les Jeux olympiques. En réponse à leur action, il ordonne que Smith et Carlos soient suspendus de l'équipe américaine et bannis du village olympique. Les deux athlètes seront suspendus puis exclus à vie des Jeux Olympiques. À la suite de ce geste, les deux hommes recevront des menaces de mort contre eux et leur famille.

### Après 1968
Carlos connaît sa meilleure année en 1969 : il égale le record du monde du 100 verges (91,4 m) en 9,1 secondes à Fresno, gagne la course des 220 mètres des championnats de l'AAU et permet à l'Université d'État de San José de gagner son premier championnat de la NCAA avec des victoires lors des 100 et 220 mètres et en participant au relais 4 × 110 mètres. Il établit les records du monde en salle des 60 verges (5,9 secondes) et 220 mètres (20,2 s).
Après avoir arrêté l'athlétisme, Carlos joue au football américain dans la NFL avec les Eagles de Philadelphie, mais une blessure au genou met fin à cet épisode sans qu'il puisse participer à un match régulier. Il joue ensuite au football canadien dans la Ligue canadienne de football avec les Alouettes de Montréal en 1971, participant à 9 matchs, et obtient un essai l'année suivante avec les Argonauts de Toronto sans y jouer de match. Après sa retraite du football, Carlos travaille pour Puma, le comité olympique américain et la ville de Los Angeles.
En 1977[réf. nécessaire], sa femme se suicide. En 1985, John Carlos devient conseiller, responsable des suspensions et entraîneur de l'équipe d'athlétisme dans une école secondaire de Palm Springs en Californie. En 2003, il est élu au Temple de la renommée de l'athlétisme des États-Unis.
En 2005, une statue montrant Carlos et Smith sur le podium du 200 m des Jeux Olympiques de 1968 est érigée sur le campus de l'université d'État de San José. À la place du numéro 2, celle où se tenait l'Australien Peter Norman, on peut voir une plaque qui rend hommage au soutien de Peter Norman pour ses collègues athlètes, et qui invite le passant à prendre parti en prenant la place et en devenant un acteur de la statue.
Le 30 septembre 2016, soit plusieurs décennies après avoir été ignorés, Smith et Carlos sont reçus à la Maison-Blanche par le président Barack Obama. 
Le 1er novembre 2019, il est intronisé en compagnie de Tommie Smith au Hall of Fame du Comité olympique et paralympique américain au cours d'une cérémonie à Colorado Springs, ce qui constitue la première promotion depuis 2012,. À cette occasion, John Carlos déclare à l'agence Reuters : « Nous avons compris après 51 ans que la plus grande invention n'était ni l'avion, ni la télévision, ni le téléphone, mais la gomme : comprendre qu'on peut faire des erreurs dans la vie et qu'il ne doit pas y avoir de honte [à les effacer]. Je pense que le Comité est arrivé à cette conclusion ».

## Palmarès

### International
| Date | Compétition        | Lieu     | Résultat | Épreuve |
| ---- | ------------------ | -------- | -------- | ------- |
| 1967 | Jeux panaméricains | Winnipeg | 1er      | 200 m   |
| 1968 | Jeux olympiques    | Mexico   | 3e       | 200 m   |

### National
- Championnats des États-Unis d'athlétisme :
  - Vainqueur du 220 verges des championnats de l'AAU en 1969

- Championnats de la NCAA :
  - Vainqueur du 100 verges, du 220 verges et du 4 × 110 verges en 1969.

## Records
| Épreuve    | Performance        | Lieu        | Date              |
| ---------- | ------------------ | ----------- | ----------------- |
| 100 verges | 9 s 1 (RM)         | Fresno      | 10 mai 1969       |
| 100 m      | 10 s 0             |             | 1968              |
| 200 m      | 19 s 92 (+1,9 m/s) | Echo Summit | 12 septembre 1968 |